# 上野雄次
上野 雄次（うえの ゆうじ、1967年 - ）は、京都府生まれ、鹿児島県出身の花道家、アーティスト、現代美術家。
伝統的な華道の枠を超える表現を追求し、花を生ける行為を「花いけ」と称して、独自の概念を用いたライブパフォーマンスやインスタレーション、生け花を展開。国内外の展覧会やアートフェア、芸術祭、美術館、ギャラリーなどで数々のパフォーマンスや作品を発表し注目を集める。
アジアを中心に、日本発祥の芸術である生け花を通して日本の自然観や美学を真髄から伝える「花いけ教室」を開催。2011年「花いけバトル」という観客の前で生け花を競うライブパフォーマンスを生み出し、2013年には高校生を対象とした花道競技会「高校生花いけバトル」を立ち上げる。若年層や世界各国の人々への花道普及活動にも力を注いでいる。
2022年8月11日、花を生ける行為と表現に対する独自の哲学を「花いけ宣言」として公表。
上野の表現は、室町時代から続く日本独自の生け花の歴史と、日本の自然観、美意識を内包する。その表現は、土地の材料を用いて、繊細で儚くもダイナミックに創造と破壊を繰り返す。万物の生命力を感じさせる世界観は、各分野から支持を得ている。

## 人物・来歴
- 1967年 - 京都府に生まれ、鹿児島県で育つ[1]
- 1986年 - 勅使河原宏の前衛いけばな作品に触れ、花道を志す。国内外での活動を本格的に開始。国内外展覧会での作品発表・創作活動の他、野外での創作活動、イベントの美術なども手掛ける[4][8][9]
- 1993年 - バリ島にて祈りをテーマに野外作品制作
- 2004年 - アジアを中心に日本発祥の芸術である生け花の教授活動を始める[10]
- 2005年 - 「花いけ」のライブパフォーマンスをギャラリー・マキで開始。即興で花を生ける行為を独自の芸術表現として確立[11][12]
- 2011年 - 観客の前で生け花を競うライブパフォーマンス「花いけバトル」を生み出す[13]。東日本大震災をきっかけに、車に花を生けるインスタレーションを開始[2]
- 2013年 - 「高校生花いけバトル」を命名・立ち上げ[14]
- 2015年 - TEDxTokyoに登壇[15]
- 2022年 - 花を生ける行為と表現に対する独自の哲学を「花いけ宣言」として公表[5]
- その他、世界各地の展覧会やアートフェア、芸術祭に多数参加

## 主な展覧会・参加作品・受賞
1993年
- 「REAL」（個展：東京都）

1997年
- 「太極」（個展）

2005年
- 「冥花—俳句朗読と花いけ」（ギャラリー・マキ：東京都）[11]

2012年
- 「闘う花会」主宰（旧燈明寺本堂：神奈川県）観客の前で生け花を競うライブパフォーマンスを生み出す[16]

2013年
- 「限界花道家　花いけ大作戦」（個展：農舞台、越後妻有）

2015年
- 「越後妻有 大地の芸術祭 2015」参加（新潟県）[17]

2016年
- 「KENPOKU SRT 2016 茨城県北芸術祭」参加（茨城県）[18]
- Seattle Art Fair 2016「Juxtapoz x Superflat」参加（村上隆キュレーション：PIVOT ART + CULTURE：Seattle）[19][20][21]
- 「村上隆のスーパーフラット現代陶芸考」参加（十和田市現代美術館：青森県）

2018年
- 「BIWAKOビエンナーレ2018」参加（滋賀県）[22]
- 「山下洋輔×トマツタカヒロ×上野雄次肉弾対戦 第五弾」（山下洋輔×トマツタカヒロ×上野雄次：晴れたら空に豆まいて：東京都）参加[23]

2020年
- 一青窈「かたつむり」（作曲：松任谷由実、MV監督：齊藤工）アートワークを担当

2021年
- コムアイ×オオルタイチ「YAKUSHIMA TREASURE ANOTHER LIVE from YAKUSHIMA」アートワークを担当。カンヌ国際広告祭にて銅賞。文化庁メディア広告祭でエンターテインメント部門優秀賞[24][25][26]
- 「無人駅の芸術祭 UNMANNED」参加（静岡県）

2022年
- 「山形ビエンナーレ2022 山のかたちいのちの形」参加（ヤマンドゥ・コスタ×青葉市子×上野雄次：山形県）[27]

2023年
- 高の井酒造「鷹の目」ボトルデザイン・花いけライブパフォーマンス（高の井酒造：新潟県）[2]
- 京都創造ガレージオープン記念イベント「水畳九涼」花いけライブパフォーマンス（京都創造ガレージ：京都府）[28]
- 「中秋の花夜会」（素盞雄神社神楽殿：東京都）

2024年
- 「山形ビエンナーレ2024 in 蔵王」参加（山形県）[29]
- 「ART in MINO 土から生える2024」《黒い庭》インスタレーション（旧地球回廊 軍需工場跡：岐阜県）[30]
- 「ART in MINO 土から生える2024」《土から生える》ライブパフォーマンス（上野雄次×アオイヤマダ+KzO：旧地球回廊 軍需工場跡：岐阜県）[31]
- 「六本木アートナイト2024」参加（アオイツキ×上野雄次：東京都）
- 「無人駅の芸術祭2024」参加（静岡県）[32]

2025年
- 「上野 雄次 展 -花-」（個展：板室温泉大黒屋：栃木県）[33]
- 「『而今の花』写真展」（花道家・上野雄次×写真家・村田昇：Telling Cafe & Gallery：東京都）

その他、世界各地の展覧会やアートフェア、芸術祭に多数参加

## 著書
- 『Japanese Ikebana for Every Season』（今井理絵・上野雄次 共著、Tuttle Publishing、2014年）
- 『花いけの勘どころ』（誠文堂新光社、2019年）
- 『而今の花』（2024年）

## メディア出演

### テレビ
- 2015年：NHK「あさイチ」生出演
- 2015年：TED×Tokyo[15]
- 2020年：NHK「あさイチ」生出演
- 2022年：NHK「あさイチ」生出演
- 2024年：NHK「美の壺」出演

### 雑誌・ウェブマガジン
- 2012年：『panorama』（花をめぐる『動』と『静』）（上野雄次 花いけ教室 @ JikonkaTOKYO）掲載
- 2013年：『panorama』（対談企画「器と花」　西川聡 × 上野雄次）　掲載
- 2015年：『DRIVETHRU』（KATERS Genkai-Go）特集掲載[34]
- 2015年：『panorama』（対談企画「器と花」　熊谷幸治 × 上野雄次）　掲載
- 2016年：『DRIVETHRU』（UG UENO　世界の上野雄次へ）掲載[35]
- 2017年：『フローリスト』（さまざまな挑戦　上野雄次）掲載
- 2020年：『Obscura Magazine』（Humble Joy of Ikebana Yuji Ueno）掲載
- 2022年：『DRIVETHRU』掲載[36]
- 2022年：『&AQ』（命を紡ぎ今を切り取り、花咲く未来を描く）掲載[4]